# Fosfortrifluoride
Fosfortrifluoride (PF3) is een extreem toxische anorganische verbinding. Het is een kleurloos en geurloos gas, dat oplosbaar is in water door middel van een trage hydrolyse tot fosforigzuur en waterstoffluoride:
{\displaystyle {\ce {PF3 + 3H2O -> H3PO3 + 3HF}}}

## Synthese
Fosfortrifluoride kan bereid worden door de reactie van fosfortrichloride met zinkfluoride:
{\displaystyle {\ce {2PCl3 + 3ZnF2 -> 2PF3 + 3ZnCl2}}}
Een alternatieve methode is de reactie van fosfortrichloride met waterstoffluoride:
{\displaystyle {\ce {PCl3 + 3HF -> PF3 + 3HCl}}}

## Structuur en eigenschappen
Fosfortrifluoride bezit een vrij elektronenpaar op fosfor, waardoor een trigonaal piramidale structuur ontstaat. Dit wordt voorspeld door de VSEPR-theorie. Net zoals fosfortrichloride en fosfortribromide kan ook deze verbinding optreden als lewiszuur en lewisbase.

## Toepassingen
Fosfortrifluoride wordt voornamelijk gebruikt als ligand bij coördinatieverbindingen. Het is een sterke π-acceptor. Het vormt talrijke complexen met metalen in lage oxidatietoestand. Het opmerkelijke is dat fosfortrifluoride complexen kan vormen die met koolstofmonoxide als ligand niet mogelijk zijn: zo is de verbinding Pd(PF3)4 bekend, maar Pd(CO)4 niet. De meeste van deze coördinatieverbindingen worden bereid door de reactie van het overeenkomstige carbonylcomplex (indien dit bestaat) met fosfortrifluoride. Hierbij ontsnapt CO. Nikkel reageert echter direct als metaal bij 100 °C en een druk van 35 MPa met fosfortrifluoride tot het complex Ni(PF3)4, dat vergelijkbaar is met nikkeltetracarbonyl.
Verder heeft het weinig praktische toepassingen.

## Toxicologie en veiligheid
De verbinding is zeer toxische omdat ze net zoals koolstofmonoxide irreversibel bindt aan het hemoglobine in het bloed, waardoor zuurstoftransport in het lichaam verhinderd wordt. De toxiciteit is vergelijkbaar met die van fosgeen.